# Milton (nome)
Milton  è un nome proprio di persona inglese maschile.

## Varianti
- Ipocoristici: Milt

## Origine e diffusione
Riprende il cognome inglese Milton; a sua volta, esso proviene da un toponimo di origine inglese antica, con il significato di "città del mulino".

## Onomastico
Il nome è adespota, ossia privo di santo patrono. Le persone che lo portano possono festeggiare il proprio onomastico il 1º novembre, giorno dedicato alla festa di Ognissanti.

## Persone

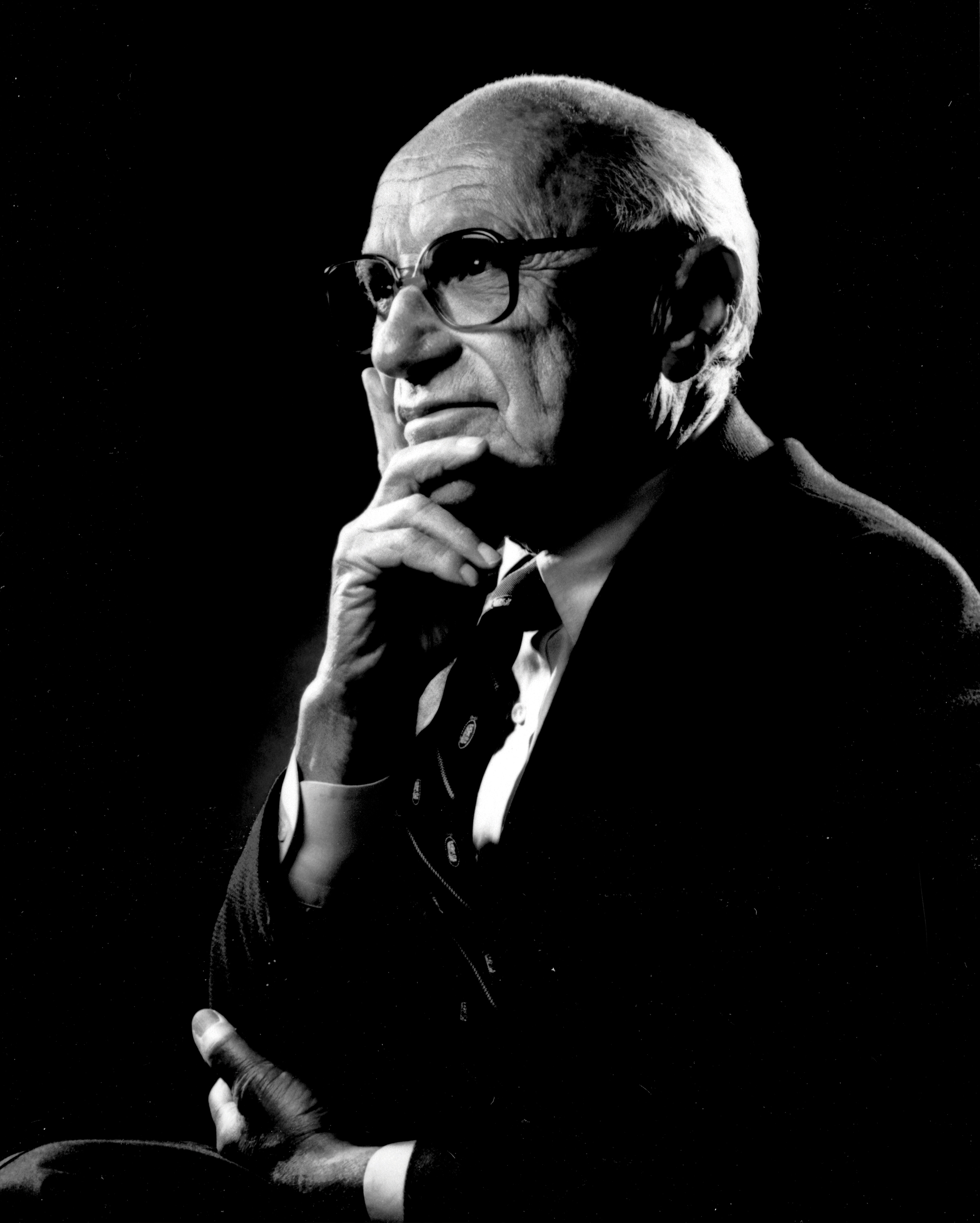
Milton Friedman

- Milton Babbitt, compositore e matematico statunitense
- Milton Berle, comico, attore e conduttore televisivo statunitense
- Milton Erickson, psichiatra e psicoterapeuta statunitense
- Milton J. Fahrney, regista, sceneggiatore e attore statunitense
- Milton Friedman, economista statunitense
- Milton Glaser, designer e illustratore statunitense
- Milton H. Greene, fotografo e produttore cinematografico statunitense
- Milton Nascimento, cantante, compositore e chitarrista brasiliano